# أبولو (مجلة)
مجلة أبولو هي مجلة أدبية أصدرتها جماعة أبولو الشعرية، التي أسسها الشاعر الدكتور أحمد زكي أبو شادي في سبتمبر 1932، واستمرت في الصدور حتى ديسمبر 1934.

## العدد الأول[2]
كتب أبو شادي في افتتاحية العدد الأول من «أبولو»:
وقد تضمن العدد الأول أيضًا دستور الجماعة ونظامها وأغراضها.
مقالات

## الأعداد التالية
صدر عن مجلة أبولو خمسة وعشرون عددًا في الفترة من سبتمبر 1932 إلى ديسمبر 1934، وكانت السمة المميزة لها أنها كانت تنشر لشعراء صغار مغمورين لم يسمع بهم أحد، وكانت تقدم هؤلاء المغمورين على الشعراء المشهورين لتعرف الناس يهم، قد تنشر للواحد منهم في العدد الواحد أكثر من قصيدة.

## شعراء المجلة
نشرت المجلة لشوقي، ومطران، ومحرم، والعقاد، والرافعي، وزكي مبارك، ومحمد الأسمر، وإبراهيم ناجي، وعبد الحميد الديب، وسيد قطب، ومحمد عبد المعطي الهمشري، ومحمود غنيم، وأبي القاسم الشابي، ومحمد مهدي الجواهري، والتيجاني يوسف بشير، وإيليا أبي ماضي، وإلياس أبي شبكة، وآل المعلوف, وأحمد شوقي, ومحمد زكي أبو شادي, وأحمد الزين, وأحمد زكي أبو شادي, وكامل كيلاني, وعثمان حلمي, ومحمد عبد الغني حسن, وحسن القاياتي, ومحمد الأسمر

## تأثير المجلة
رغم أن عمر المجلة لم يتجاوز سنتين وبضعة أشهر، فإنها أثرت في الأدب العربي الحديث تأثيراً كبيراً، تمثل في القصائد والدراسات الأدبية والنقدية التي تولت نشرها، ذكر أنها نشرت أكثر من سبعمائة قصيدة، وأربعمائة دراسة تحليلية ونقدية، بالإضافة إلى تخصيص عددين لإحياء ذكرى شوقي وحافظ.